# Temporada 1999-2000 del FC Barcelona
Les dades més destacades de la temporada 1999-2000 del Futbol Club Barcelona són les següents:

## 2000
- 13 maig - Josep Lluís Núñez anuncia la seva voluntat de deixar de ser el president del Barça, i manifesta estar cansat de ser objecte de persecució permanent per parts dels estaments oficials, de la premsa i d'una oposició que busca la fractura social dins el club.

## 1999
- 31 juliol - Amistós amb l'ADO Den Haag, de la segona divisió holandesa, amb triomf del Barça (0-4). Des del prescalfament els espectadors tenen un comportament racista amb Reiziger i hostil amb Kluivert, que acaba demanant a Van Gaal no jugar el partit.

## Plantilla
| - Josep Guardiola - Sergi Barjuán - Francesc Arnau - Dani - Gabri - Puyol - Xavi - Patrick Kluivert - Michael Reiziger - Frank De Boer - Ronald De Boer - Philip Cocu - Winston Bogarde - Boudewijn Zenden - Ruud Hesp |  | - Litmanen - Simao - Luís Figo - Dehu - Rivaldo - Abelardo Fernández - Luis Enrique Martínez - Nano |

- Entrenador:  Louis Van Gaal

## Resultats
| Partits 1999-2000 |
| --- |
| 24-07-1999 Amistós. KONINKLIJKE-BARCELONA 1-7 27-07-1999 Amistós. REGIO TEAM WAGENINGEN-BARCELONA 0-12 29-07-1999 Amistós. AFC AMSTERDAM-BARCELONA 2-10 31-07-1999 Amistós. DEN HAAG-BARCELONA 0-4 04-08-1999 Amistós. WALDHOF MANNHEIM-BARCELONA 0-1 06-08-1999 Amistós. HERTHA BERLÍN-BARCELONA 2-1 08-08-1999 Supercopa d'Espanya (anada). VALÈNCIA-BARCELONA 1-0 11-08-1999 Trofeu Nike de Campions. BARCELONA-BOCA JUNIORS 2-3 15-08-1999 Supercopa d'Espanya (tomada). BARCELONA-VALÈNCIA 3-3 22-08-1999 Lliga (1). BARCELONA-SARAGOSSA 2-0 25-08-1999 Gamper. BARCELONA-SPORTING LISBOA 3-1 29-08-1999 Lliga (2). RACING-BARCELONA 1-2 11-09-1999 Lliga (3). BARCELONA-ESPANYOL 3-0 14-09-1999 Lliga de Campions (1). AIK SOLNA-BARCELONA 1-2 18-09-1999 Lliga (4). ALABÈS-BARCELONA 2-1 22-09-1999 Lliga de Campions (2). BARCELONA-FIORENTINA 4-2 25-09-1999 Lliga (5). BARCELONA-BETIS 4-1 29-09-1999 Lliga de Campions (3). BARCELONA-ARSENAL 1-1 02-10-1999 Lliga (6). VALLADOLID-BARCELONA 0-2 13-10-1999 Lliga (7). BARCELONA-REIAL MADRID 2-2 16-10-1999 Lliga (8). NUMÀNCIA-BARCELONA 3-3 19-10-1999 Lliga de Campions (4). ARSENAL-BARCELONA 2-4 23-10-1999 Lliga (9). BARCELONA-ATHLÈTIC CLUB 4-0 27-10-1999 Lliga Campions (5). BARCELONA-AIK SOLNA 5-0 30-10-1999 Lliga (10). DEPORTIVO-BARCELONA 2-1 02-11-1999 Lliga de Campions (6). FIORENTINA-BARCELONA 3-3 07-11-1999 Lliga (11). BARCELONA-MÀLAGA 1-2 20-11-1999 Lliga (12). VALÈNCIA-BARCELONA 3-1 23-11-1999 Lliga de Campions (2a. Iligueta 1). HERTHA BERLÍN-BARCELONA 1-1 28-11-1999 Lliga (13). MALLORCA-BARCELONA 3-2 04-12-1999 Lliga (14). BARCELONA-OVIEDO 3-2 08-12-1999 Lliga de Campions (2a. Iligueta 2). BARCELONA-SPARTA PRAGA 5-0 11-12-1999 Lliga (15). SEVILLA-BARCELONA 3-2 15-12-1999 Copa (1/16. anada). ALMERIA-BARCELONA 0-0 19-12-1999 Lliga (16). BARCELONA-ATLÈTIC MADRID 2-1 22-12-1999 Lliga (17). RAYO VALLECANO-BARCELONA 1-1 05-01-2000 Lliga (18). BARCELONA-REIAL SOCIETAT 3-1 09-01-2000 Lliga (19). CELTA-BARCELONA 0-2 12-01-2000 Copa (1/16. tornada). BARCELONA-ALMERIA 2-0 16-01-2000 Lliga (20). SARAGOSSA-BARCELONA 0-0 20-01-2000 Copa (1/8, anada). OURENSE-BARCELONA 1-2 23-01-2000 Lliga (21). BARCELONA-RACING 1-0 29-01-2000 Lliga (22). ESPANYOL-BARCELONA 1-1 02-02-2000 Copa (1/8, tomada). BARCELONA-OURENSE 0-0 06-02-2000 Lliga (23). BARCELONA-ALABÈS 0-1 10-02-2000 Copa (1/4, anada). OSASUNA-BARCELONA 0-4 13-02-2000 Lliga (24). BETIS-BARCELONA 2-1 16-02-2000 Copa (1/4, tornada). BARCELONA-OSASUNA 2-0 20-02-2000 Lliga (25). BARCELONA-VALLADOLID 4-0 22-02-2000 Copa de Catalunya (semifinal, partit únic). BALAGUER-BARCELONA 0-1 26-02-2000 Lliga (28). REIAL MADRID-BARCELONA 3-0 01-03-2000 Lliga de Campions (2a. Iligueta 3). BARCELONA-PORTO 4-2 04-03-2000 Lliga (27). BARCELONA-NUMÀNCIA 4-0 07-03-2000 Lliga de Campions (2a. Iligueta 4). PORTO-BARCELONA 0-2 11-03-2000 Lliga (28). ATHLÈTIC CLUB-BARCELONA 0-4 15-03-2000 Lliga de Campions (2a. thgueta 5). BARCELONA-HERTHA BERLÍN 3-1 18-03-2000 Lliga (29). BARCELONA-DEPORTIVO 2-1 21-03-2000 Lliga de Campion s (2a. Iligueta 6). SPARTA PRAGA-BARCELONA 1-2 25-03-2000 Lliga (30). MÀLAGA-BARCELONA 1-2 02-04-2000 Lliga (31). BARCELONA-VALÈNCIA 3-0 05-04-2000 Llig a de Campions (1/4, anada). CHELSEA-BARCELONA 3-1 09-04-2000 Lliga (32). BARCELONA-MALLORCA 0-3 12-04-2000 Copa (semifi nal, anada). ATLÈTIC MADRID-BARCELONA 3-0 15-04-2000 lliga (33). OVIEDO-BARCELONA 3-0 18-04-2000 Lliga de Campions (1/4. Tornada). BARCELONA-CHELSEA 5-1' 22-04-2000 Lliga (34). BARCELONA-SEVILLA 2-0 24-04-2000 Copa (semifinal, tornada). BARCELONA-ATLÈTIC MADRID. No es va jugar. El Barça només disposava de 9 jugadors de camp i 2 porters. La resta estaven seleccionats la majoria per les seves federacions i uns altres, tres, estaven lesionats. Al·legant falta de jugadors, el Barça va demanar l'ajornament del partit, cosa que no li fou concedida per la Federació Espanyola. El Barça considerant-se greument perjudicat, comparant aquest tracte amb el que la Federació havia tingut recentment amb altres equips, es va negar a jugar el partit. El Comitè de Competició va sancionar el Barça amb la pèrdua de l'eliminatòria, dos milions de pessetes de multa i l'exclusió de la competició per a l'edició 2000-2001. Després d'esgotar totes les vies per a rebaixar la sanció, sense èxit, el 17-07-2000 va rebre l'amnistia de la Federació en ser elegit novament com a president Àngel Marfa Villar, que va decretar mesures de gràcia com la de deixar participar el Barça en la següent edició de la Copa. 29-04-2000 Lliga (35). ATLÈTIC MADRID-BARCELONA 0-3 02-05-2000 Lliga de Campions (semifinal, anada). VALÈNCIA-BARCELONA 4-1 06-05-2000 Lliga (36). BARCELONA-RAYO VALLECANO 0-2 10-05-2000 Lliga de Campions (semifinal, tomada). BARCELONA-VALÈNCIA 2-1 14-05-2000 Lliga (37). REIAL SOCIETAT-BARCELONA 0-0 16-05-2000 Copa Catalunya (final). BARCELONA-MATARÓ 3-0 19-05-2000 Lliga (38). BARCELONA-CELTA 2-2 |